# 7443 Цумура
7443 Цумура (7443 Tsumura) — астероїд головного поясу, відкритий 26 січня 1996 року.
Тіссеранів параметр щодо Юпітера — 3,278.
Названо на честь Цумури (яп. つむら(津村) цумура).